# 高安道情
高安道情是江西的一种曲艺形式，大约已有百年历史，流传于高安、上高、宜丰、奉新等地。据老艺人相传初为渔鼓说唱，民国年间，由民间盲艺人逐步改造成为道情，摒弃渔鼓，改用箱琴，其音调细小微嫩，长于叙事抒情，为本县群众所喜爱，且流传到丰城、新建、奉新、上高、万载，宜丰、新余，清江等县。高安道情的基本调式为《太平调》。
《太平调》是高安的北路道情，有《新太平调》和《老太平调》之分。《老太平调》有五种板式；即“起板'、“平板”、“二六板”、“武板”、“悲调”。《新太平调》亦有5种板式。道们的说唱形式简单，l把箱琴，1把木鱼，1把令尺，便可说唱。道情之题材多为民间传说，如《八美图》、《十美图》、《薛仁贵征东》、《罗通扫北》、《李三保下乡》等，糟粕较多。夏夜纳凉，或冬闲之日，常常听者围聚。盲艺人又拉又唱，以声传情，装男作女，杂以口技，幽默诙谐，妙趣横生。遇有较长曲目，则讲究买关子，埋伏笔，引人入胜，竟日以连夜。
中共建国后，道情得到了挖掘和创新。1951年初，即组织道情艺人学习，整顿作风，提高认识，成立道情改革委员会，当年即排演出新道情曲53出。次年，56个道情艺人组成28个道情演唱组，走遍全县80％的自然村，演出4168场次，听众达25万令人次，并到清江、宜丰等县演出。1953年全县道情艺人增至70人。1954年正式成立高安县曲艺队，1959年，曲艺队被解散，直至1973年恢复，队员常保持在30人左右。1985年有队员38人。高安道情受高安采茶戏影响较深。多人组合演唱时，亦演奏开场曲，配以锣鼓，渲染气氛，角色由各人分扮，旁白则定专人，齐唱，独唱、对唱，交错有致，也有插入唢呐与横笛者，然基本曲调依然保持，而且终以1人或2人演唱者居多。1959年，道情《为钢铁而战》赴景德镇参加全省曲艺汇演，荣获演出奖，剧本由省文化局出版。1981年，道情《母亲手捧石榴果》参加全省盲人曲艺汇演，获演出创作奖。同年《张榜招亲》参加全省曲艺调演，获节目奖，翌年赴苏州参加全国南方片曲艺汇演，荣获文化部颁发的创作、演出，音乐二等奖。